# Saattorsuaq (Insel, Upernavik)
Saattorsuaq (nach alter Rechtschreibung Sãtorssuaĸ; „die große Flache“) ist eine grönländische Insel im Distrikt Upernavik in der Avannaata Kommunia.

## Geografie
Saattorsuaq liegt südwestlich der Insel Nuuluk und nördlich von Aappilattoq. Die Insel hat mehrere Nebeninseln. Im Norden liegt die ehemals bewohnte Insel Saattoq und im Süden Meqqoqanngitsoq und die beiden Inselgruppen Saattunnguit und Saattunnguit Avalliit. Die höchste Erhebung der Insel misst 108 m.

## Archäologische Spuren
Im Nordwesten wurden am Kap Innaarsukassak einige aus jüngerer Zeit stammende Hausruinen gefunden.